# Henry Kunkel
Henry George Kunkel, född 9 september 1916, död 14 december 1983, var en amerikansk immunolog. Han var professor vid Rockefelleruniversitetet i New York och invaldes 1978 som utländsk ledamot av svenska Vetenskapsakademien.